# Biserica Adormirea Maicii Domnului din Comăna de Sus
Biserica „Adormirea Maicii Domnului” este un monument istoric aflat pe teritoriul satului Comăna de Sus, comuna Comăna. În Repertoriul Arheologic Național, monumentul apare cu codul 40875.02.

## Localitatea
Comăna de Sus (sau Comana de Sus, în maghiară Felsõkomána, germană Ober Comana) este un sat în comuna Comăna din județul Brașov, Transilvania, România. Prima mențiune documentară este din anul 1469.

## Biserica
Biserica se află în partea de nord a satului, pe un teren mai ridicat, pe care se află și cimitirul. A fost construită din cărămidă, pe o fundație din piatră, în secolul al XVIII-lea, înlocuind biserica de lemn, incendiată în 1761. Lucrări de reparații au avut loc în anii 1900, 1968, 1991. A fost declarată monument istoric în anul 1973. 

## Imagini

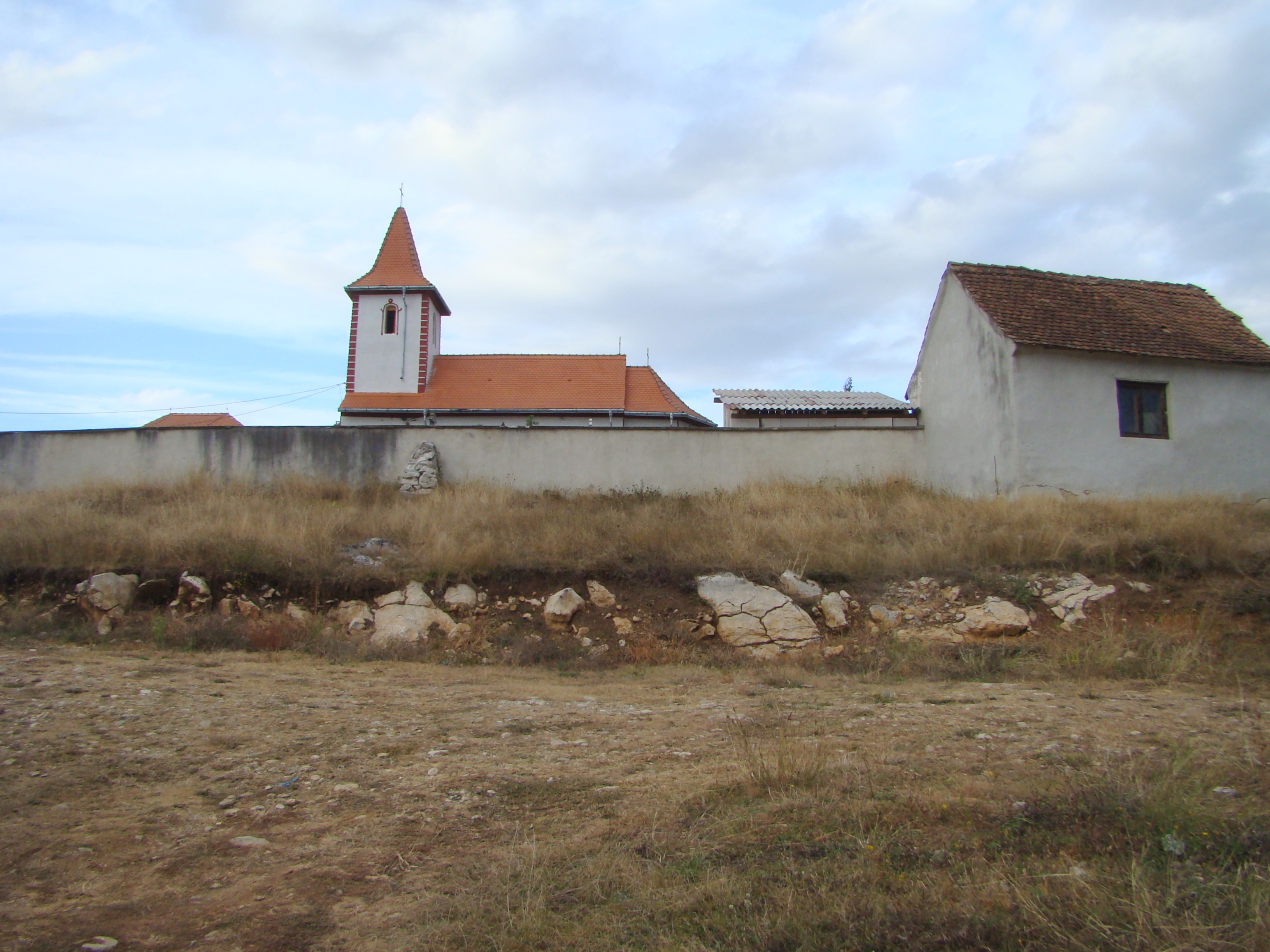
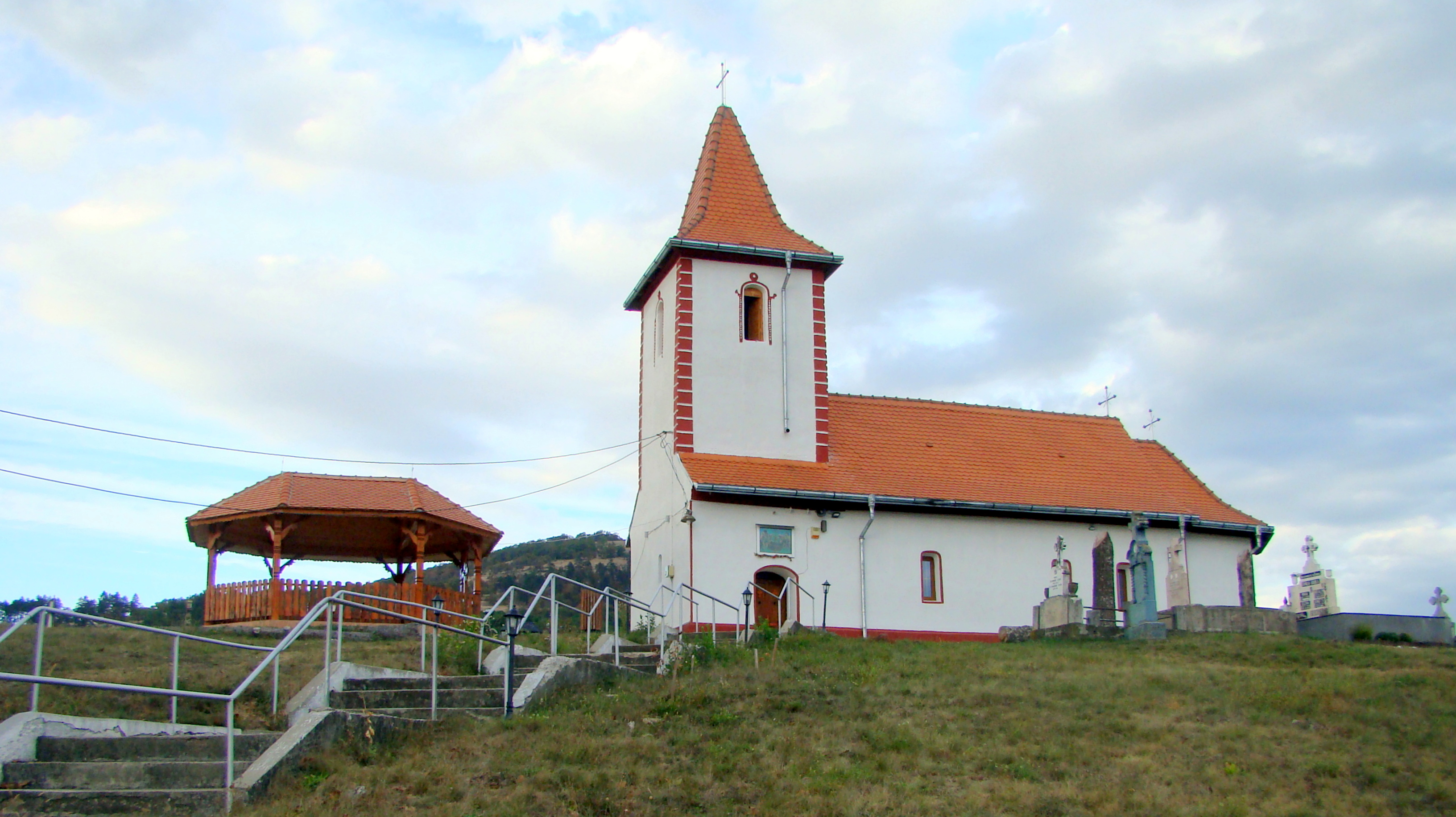
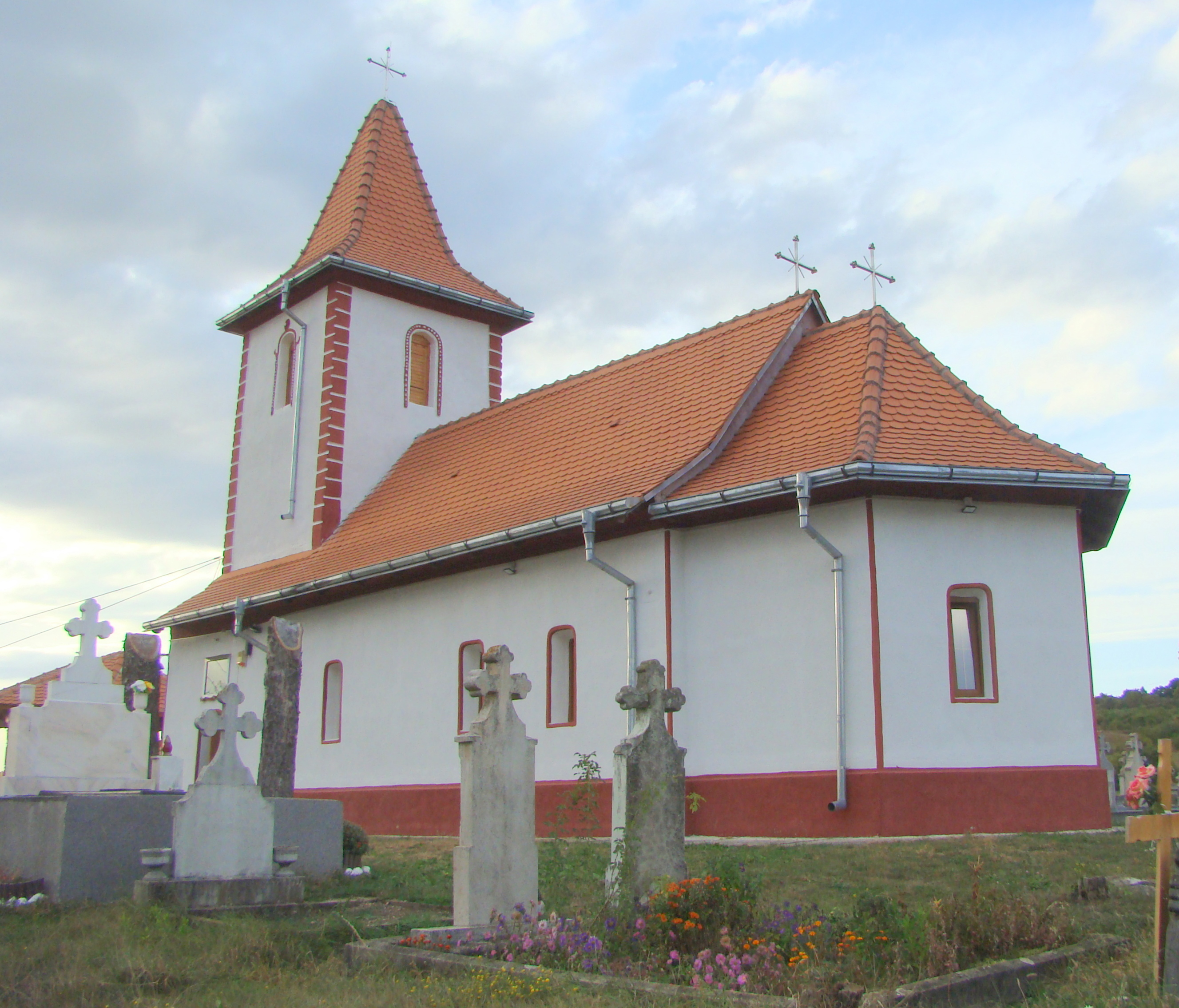
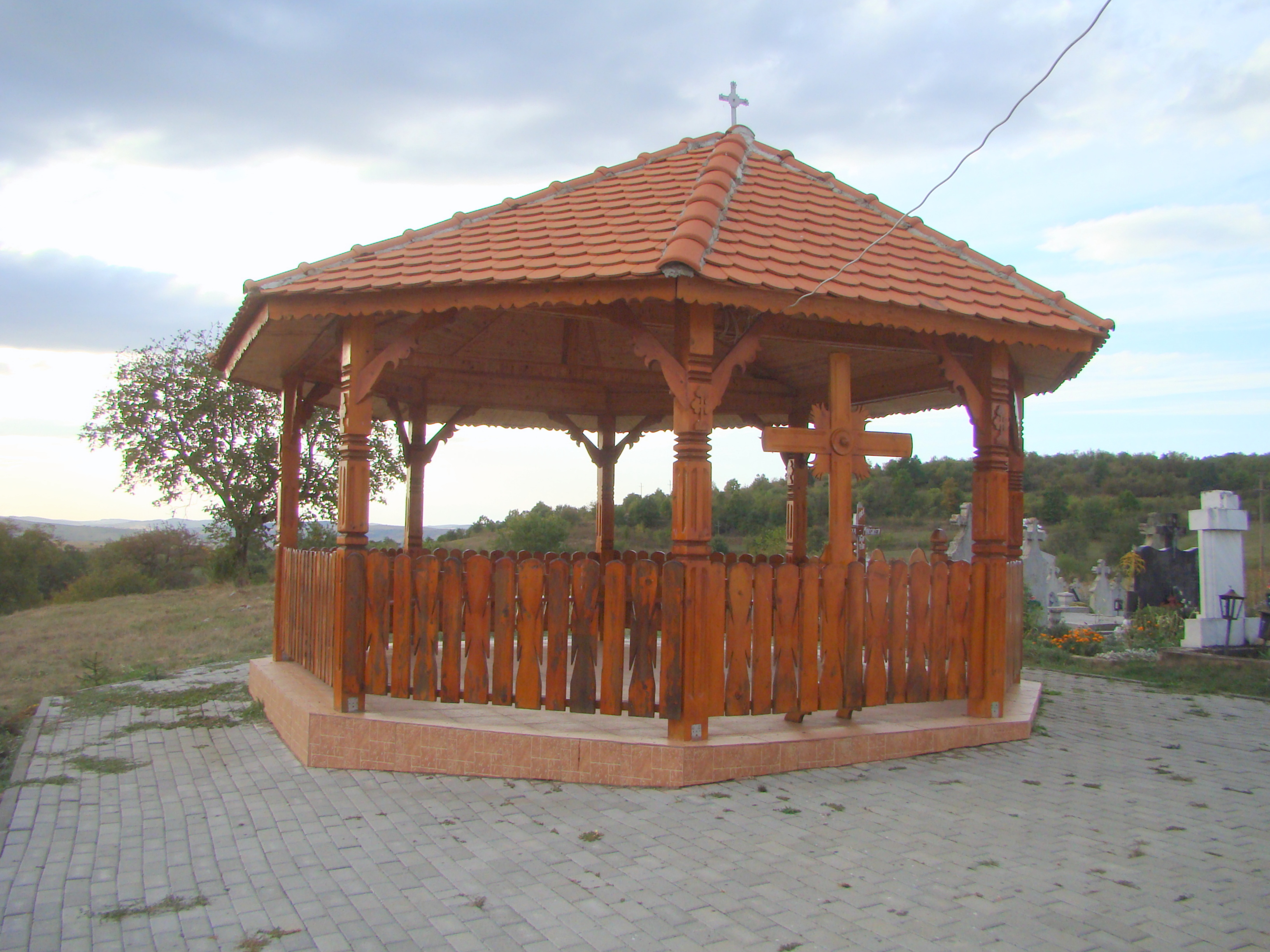
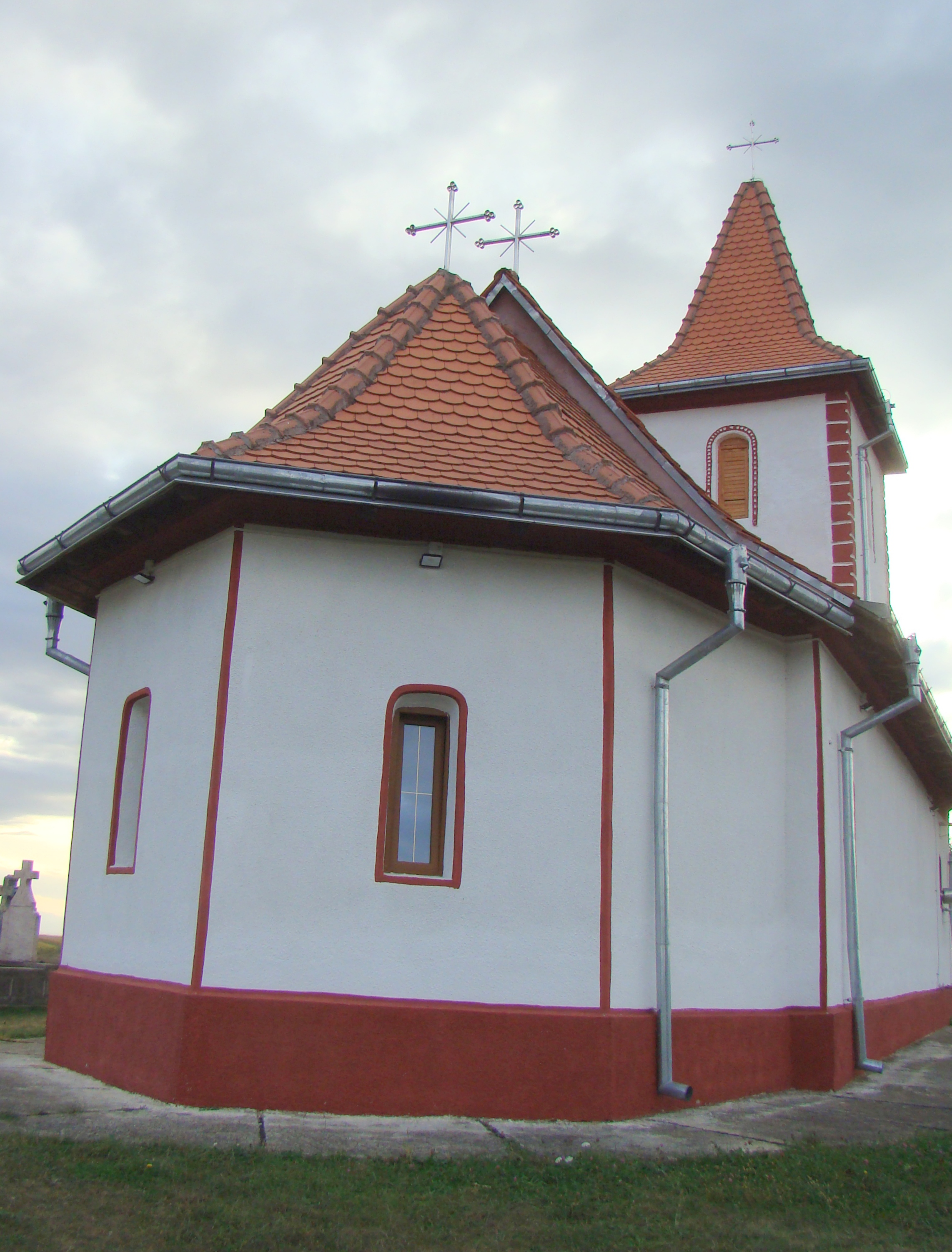
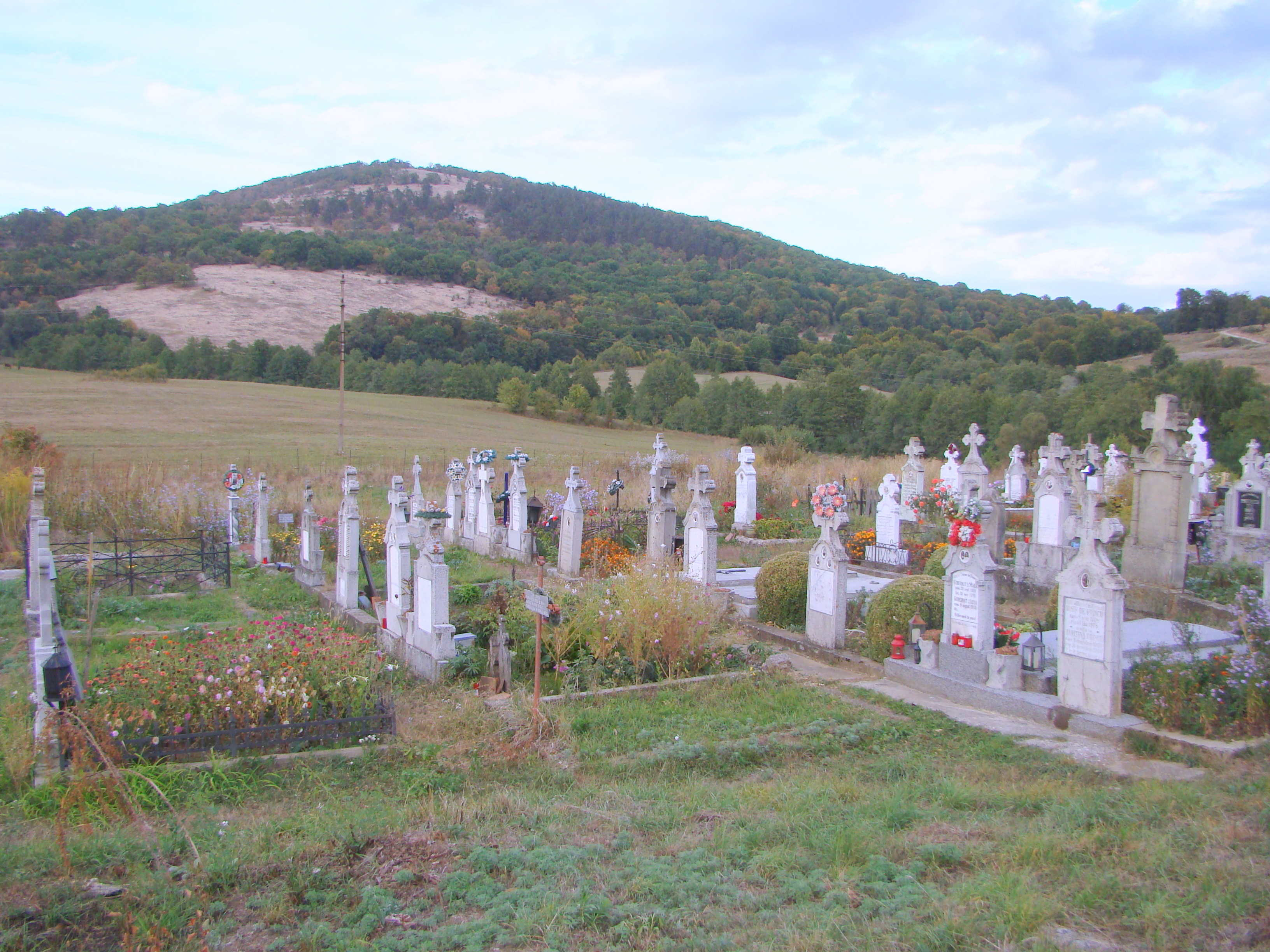
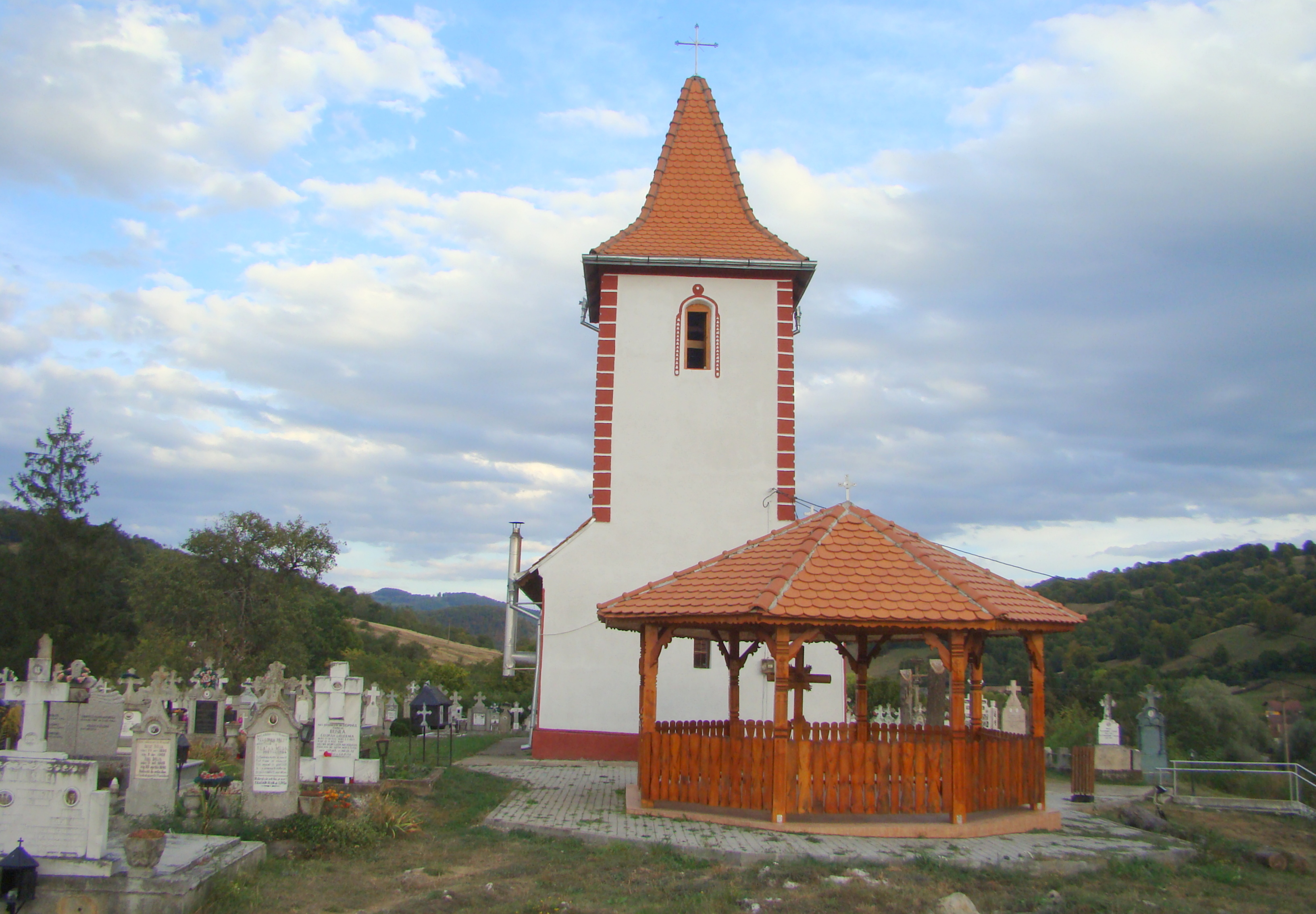
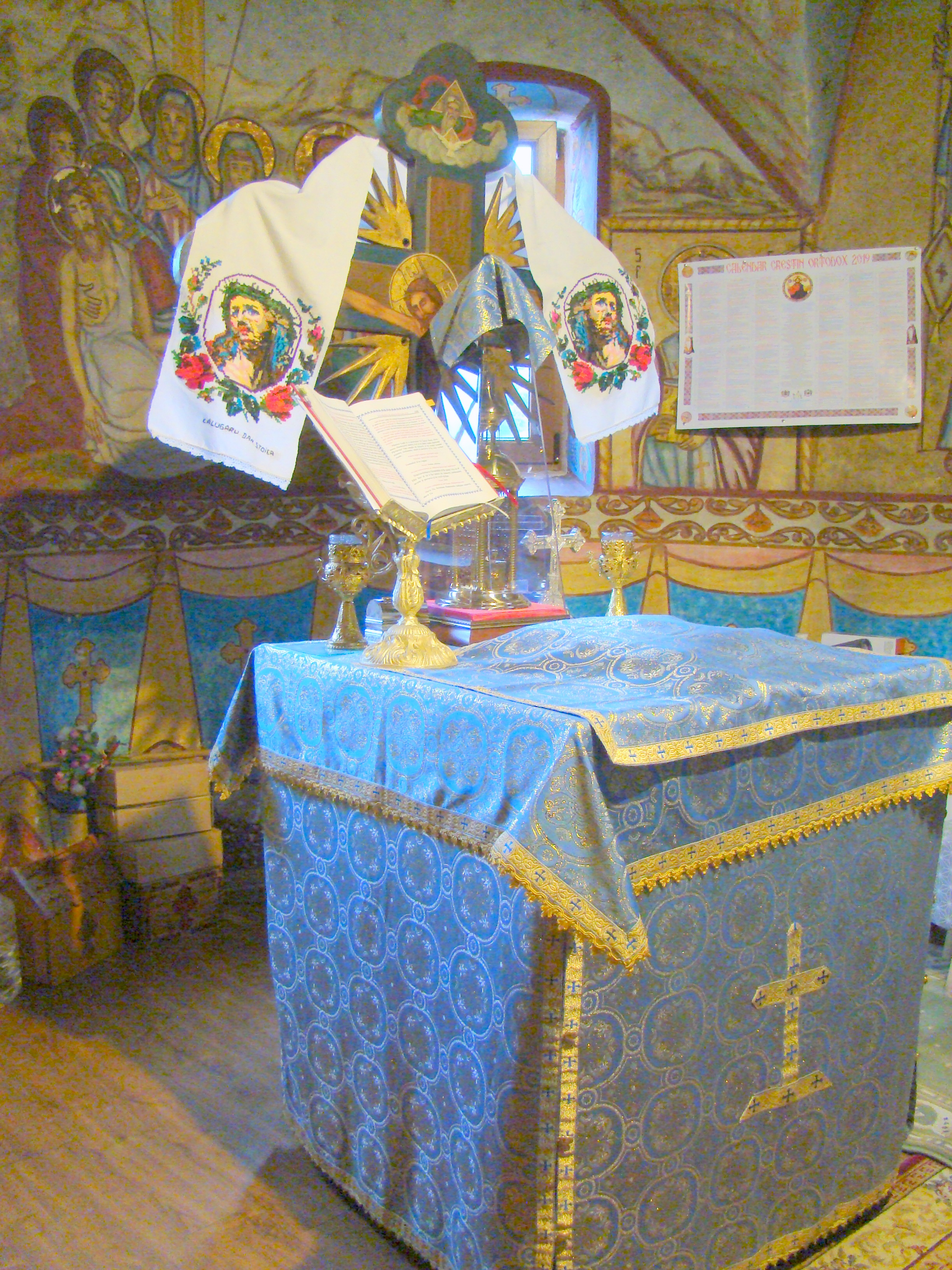
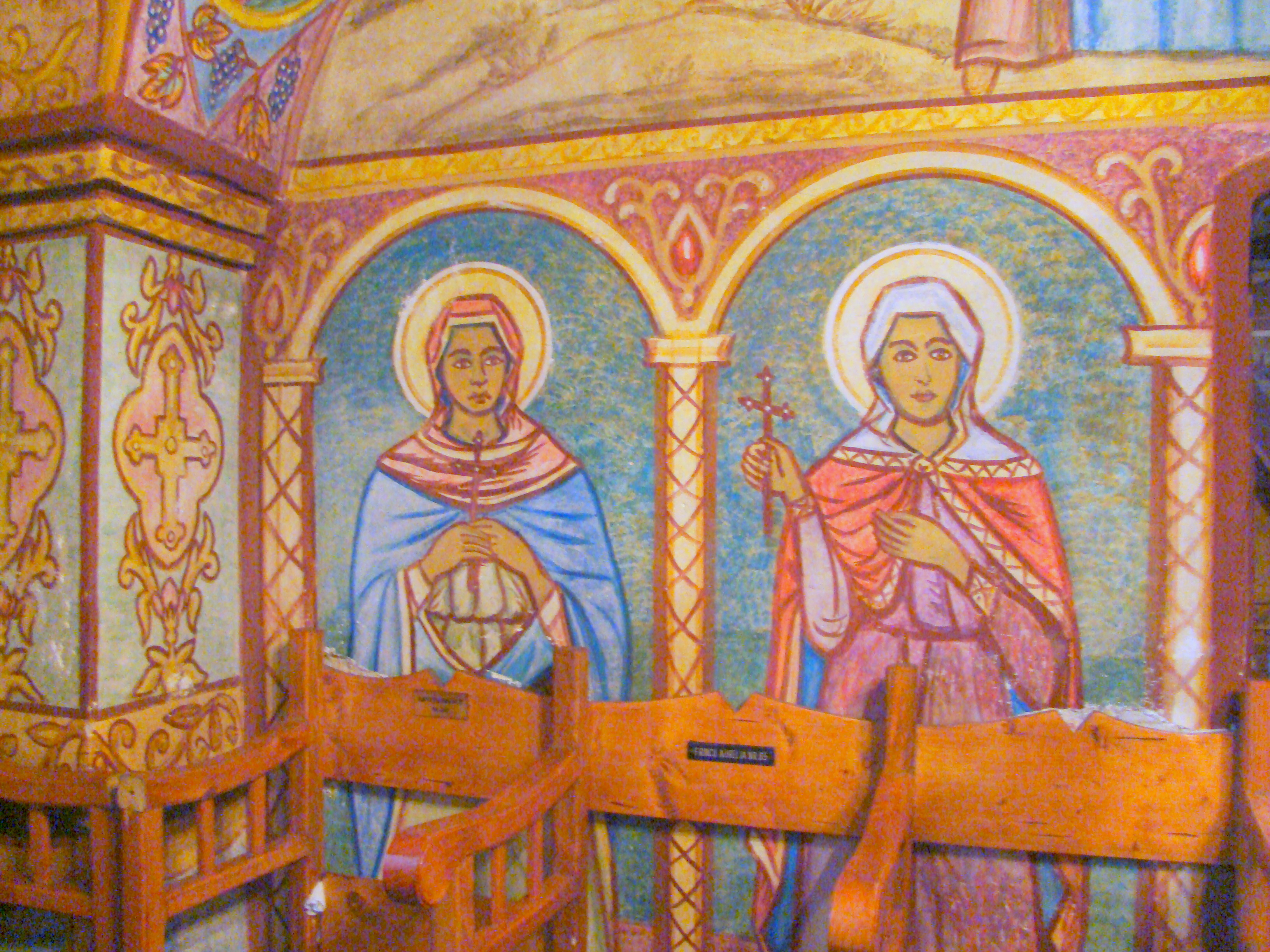
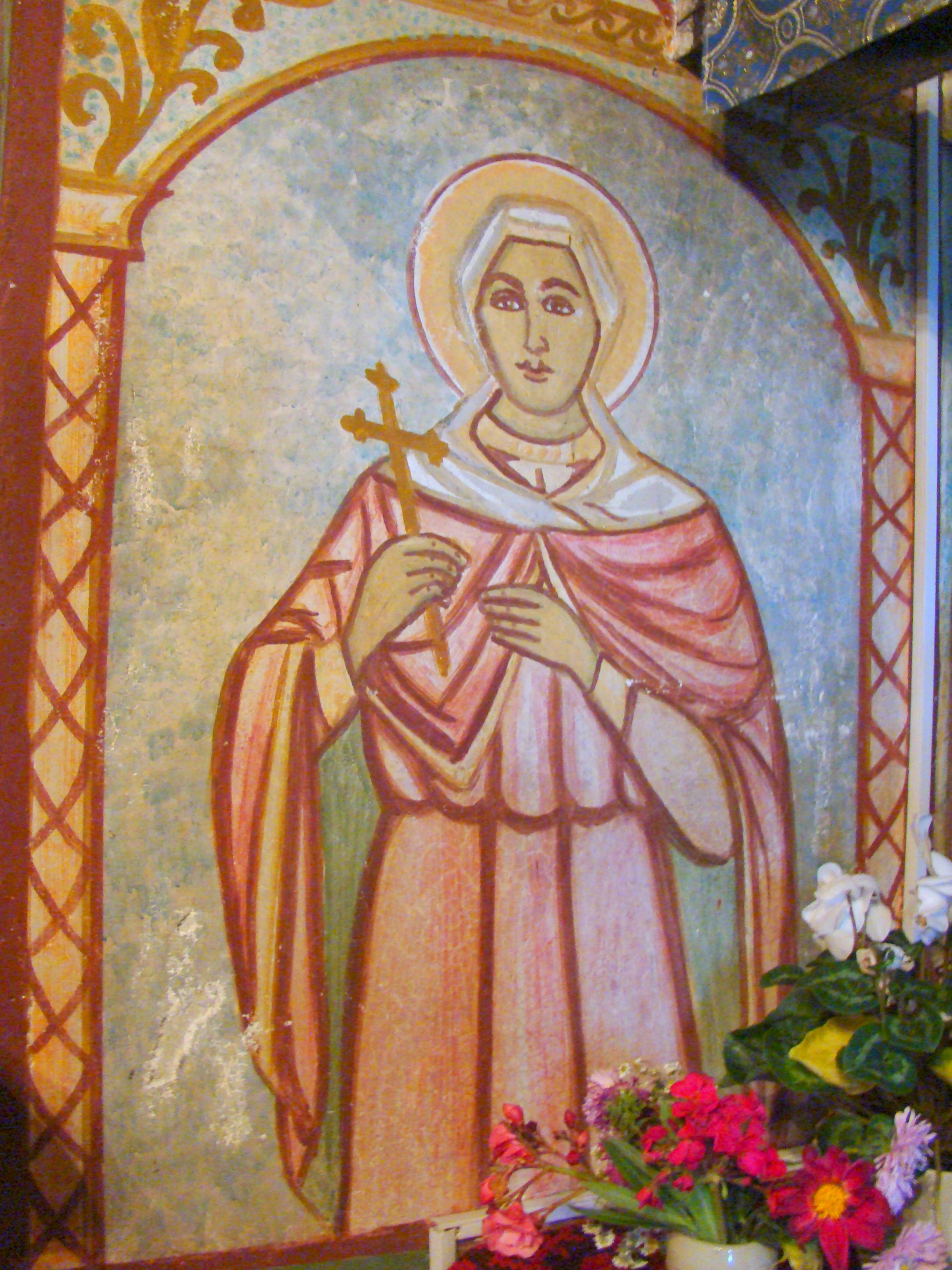
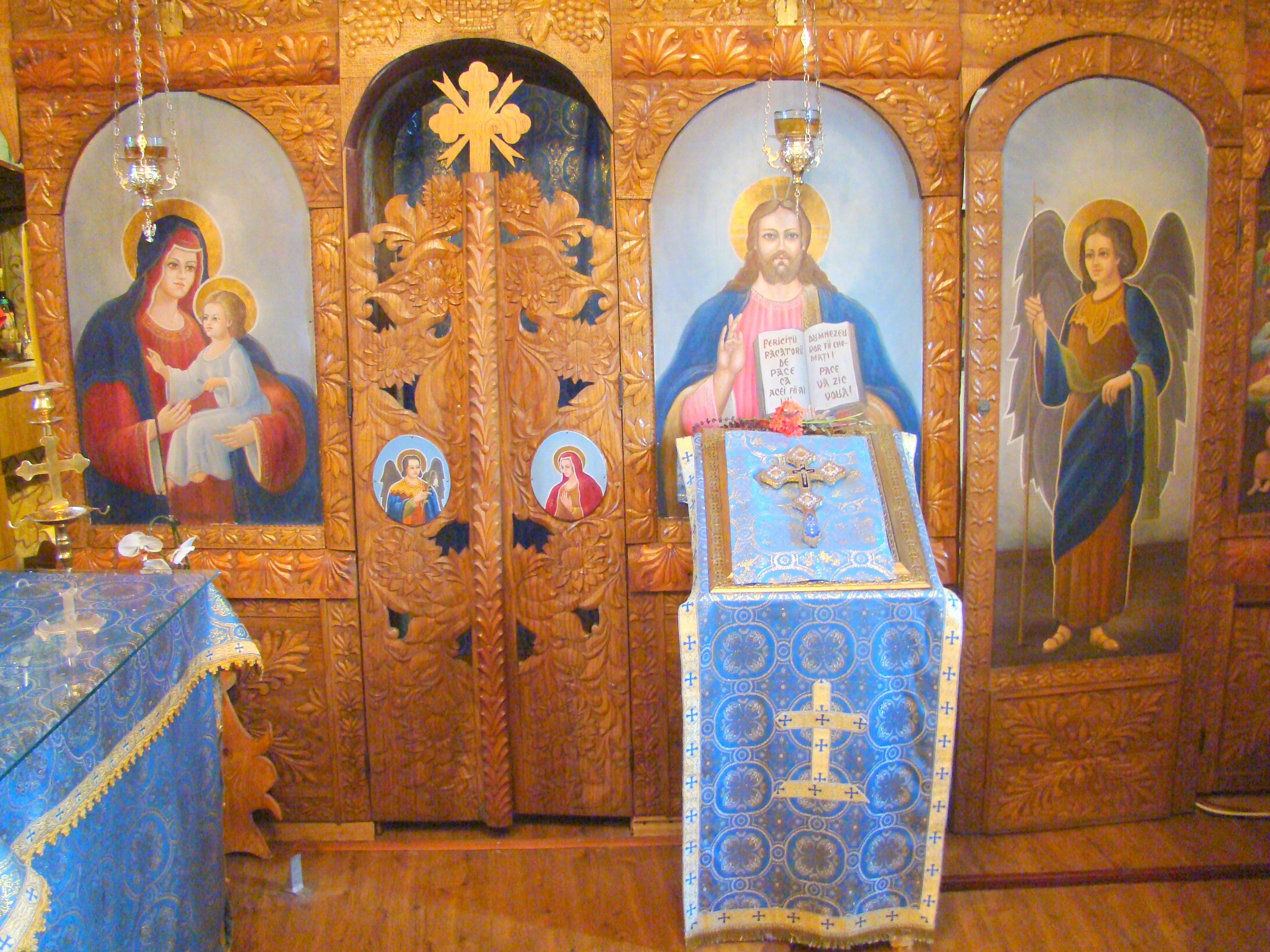
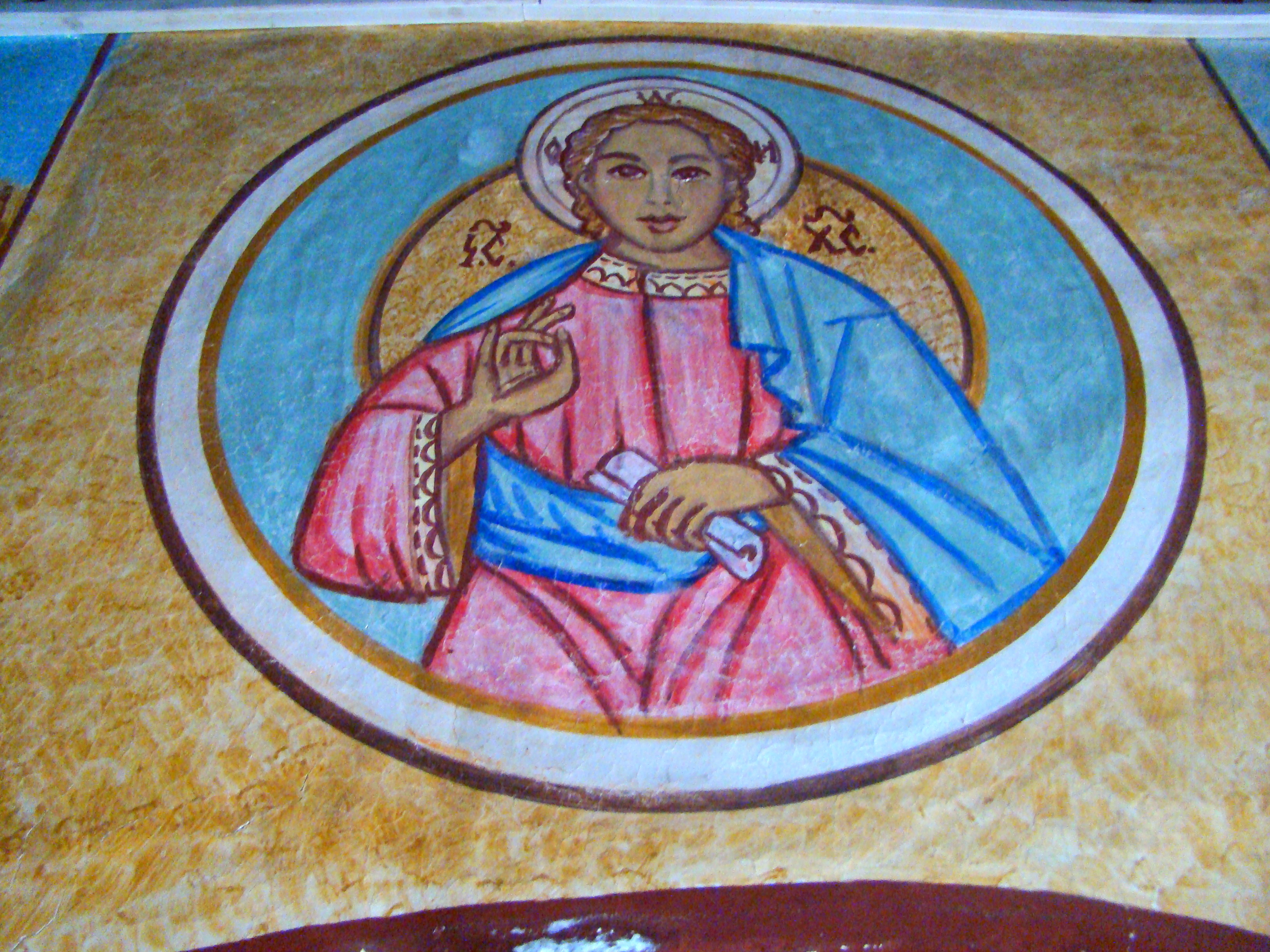
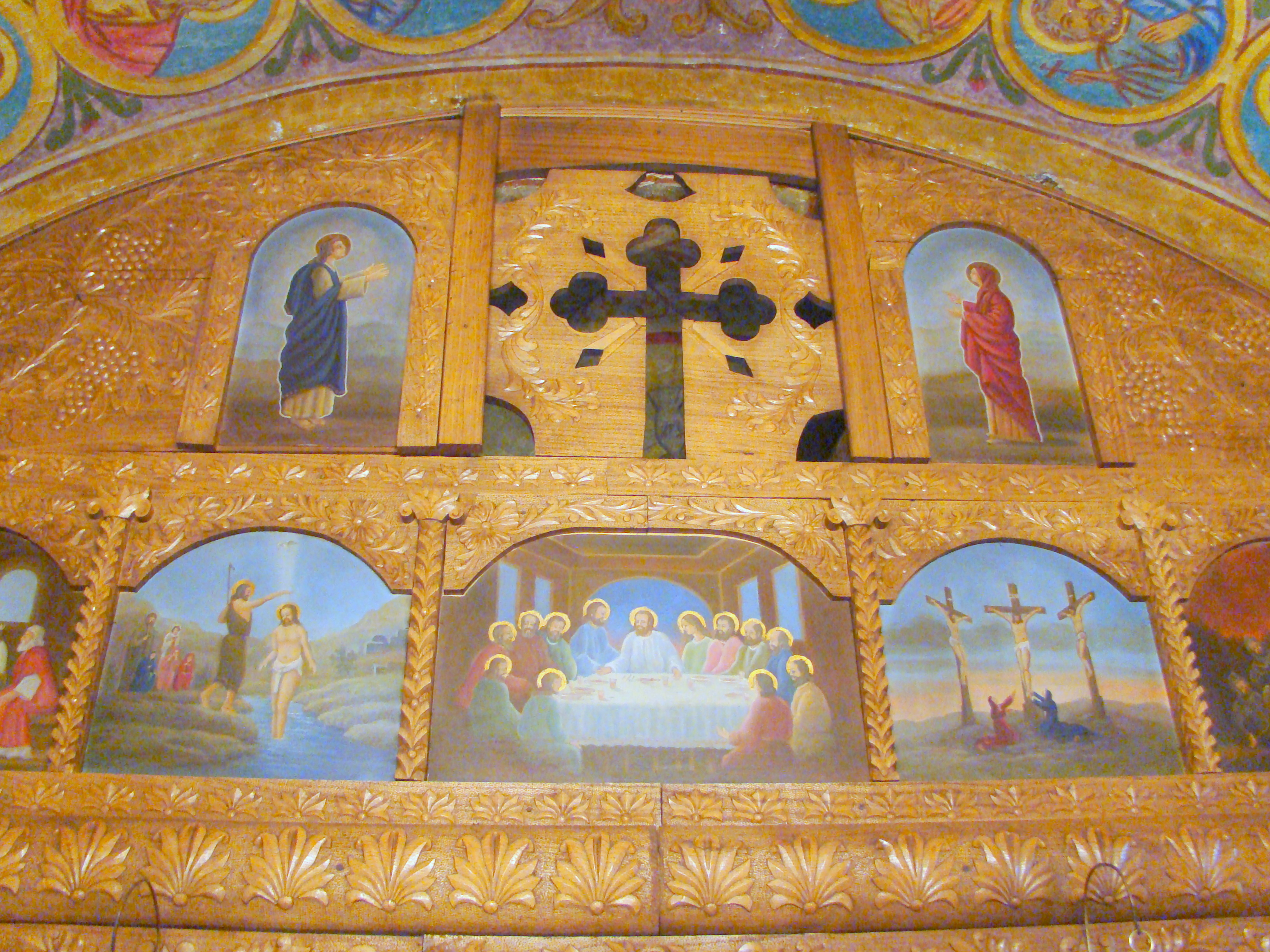
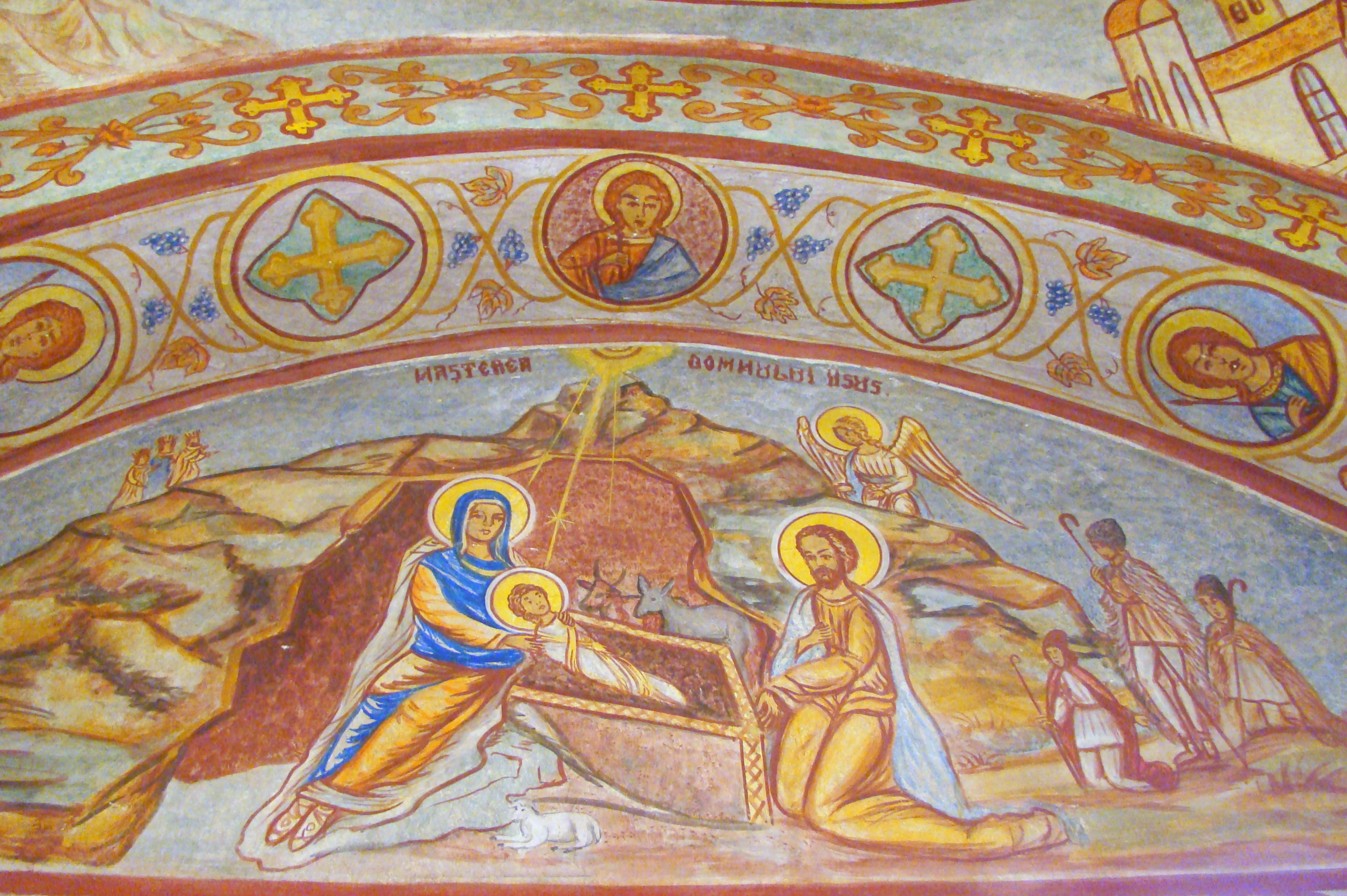
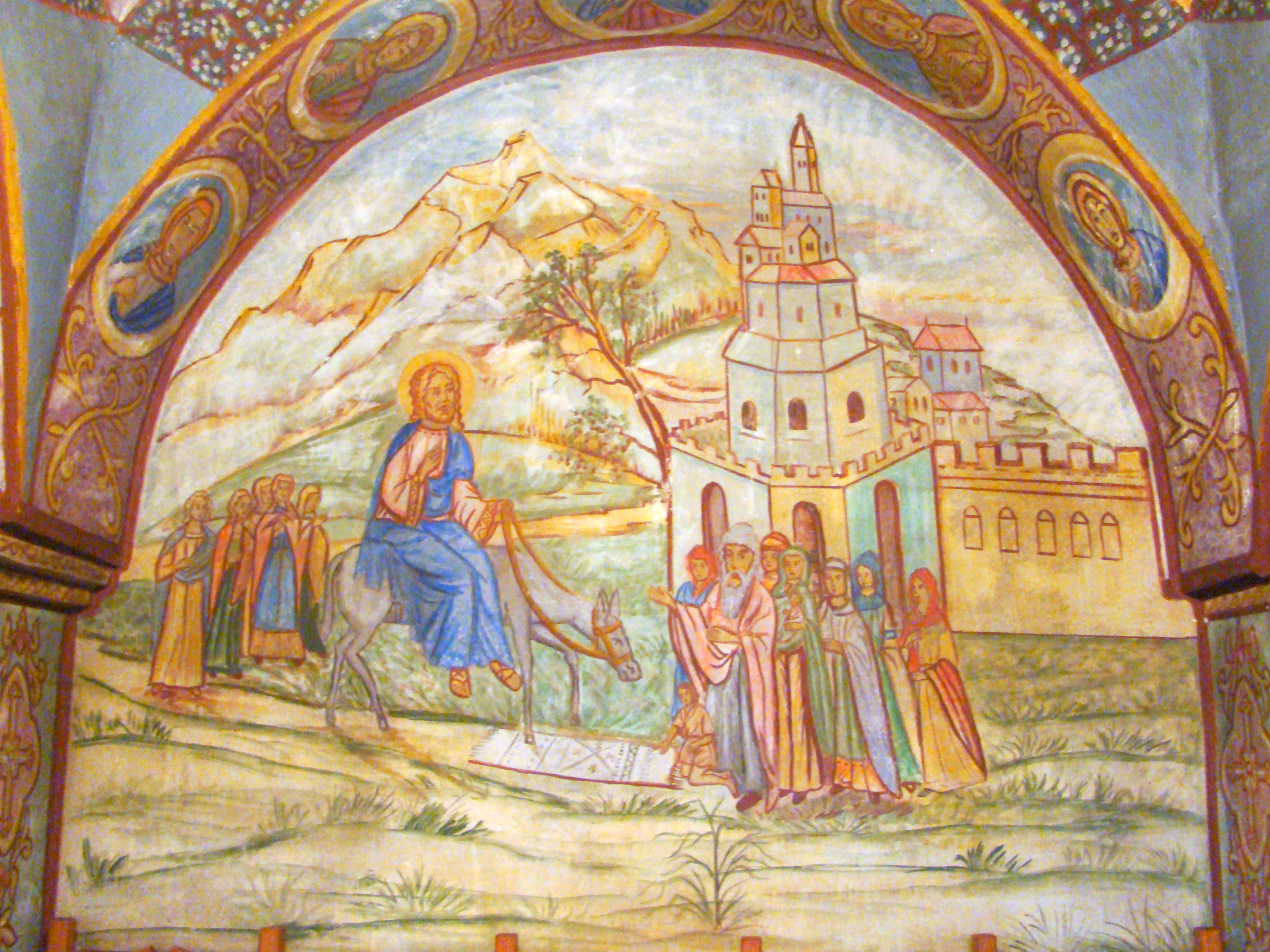
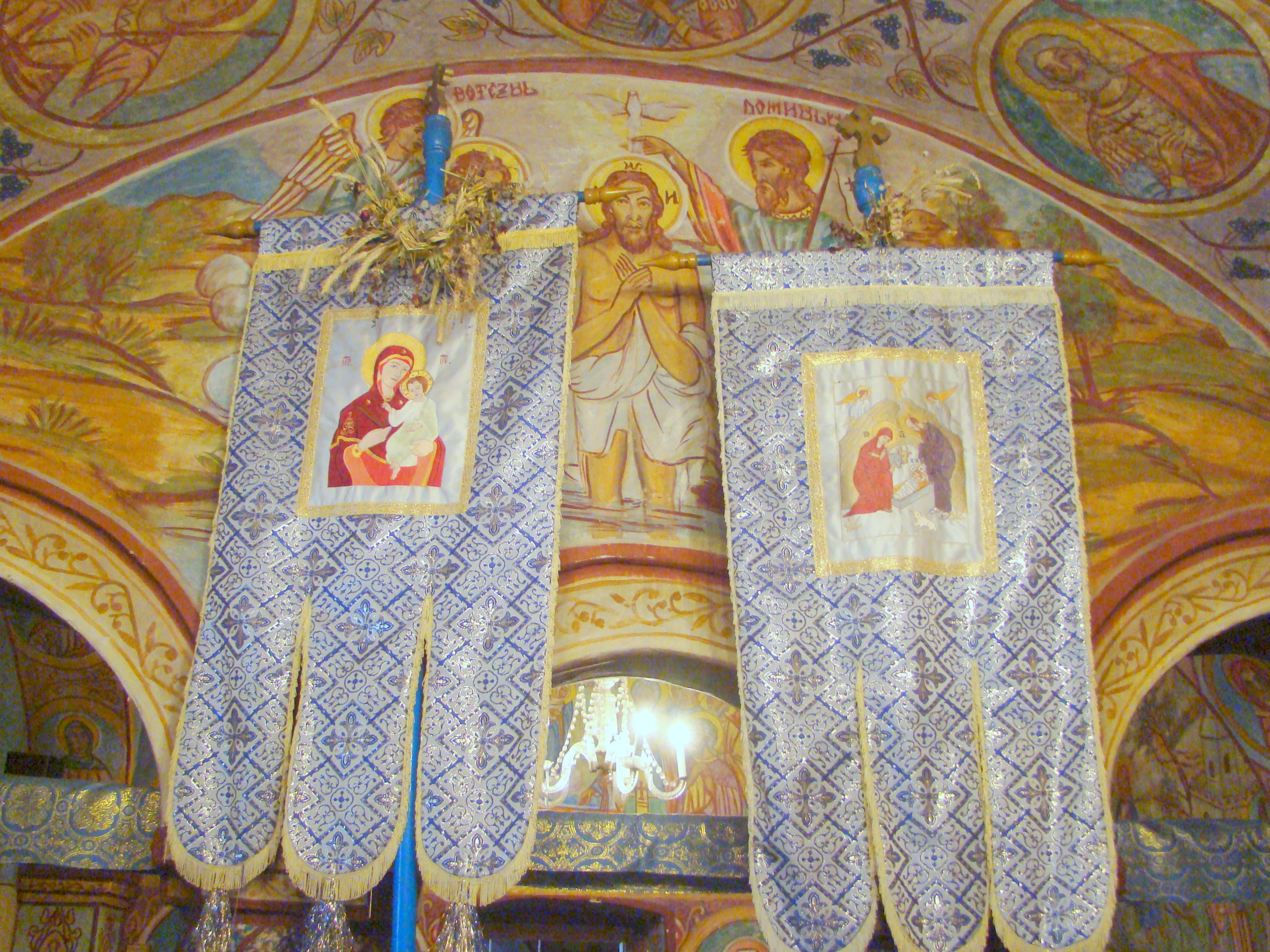
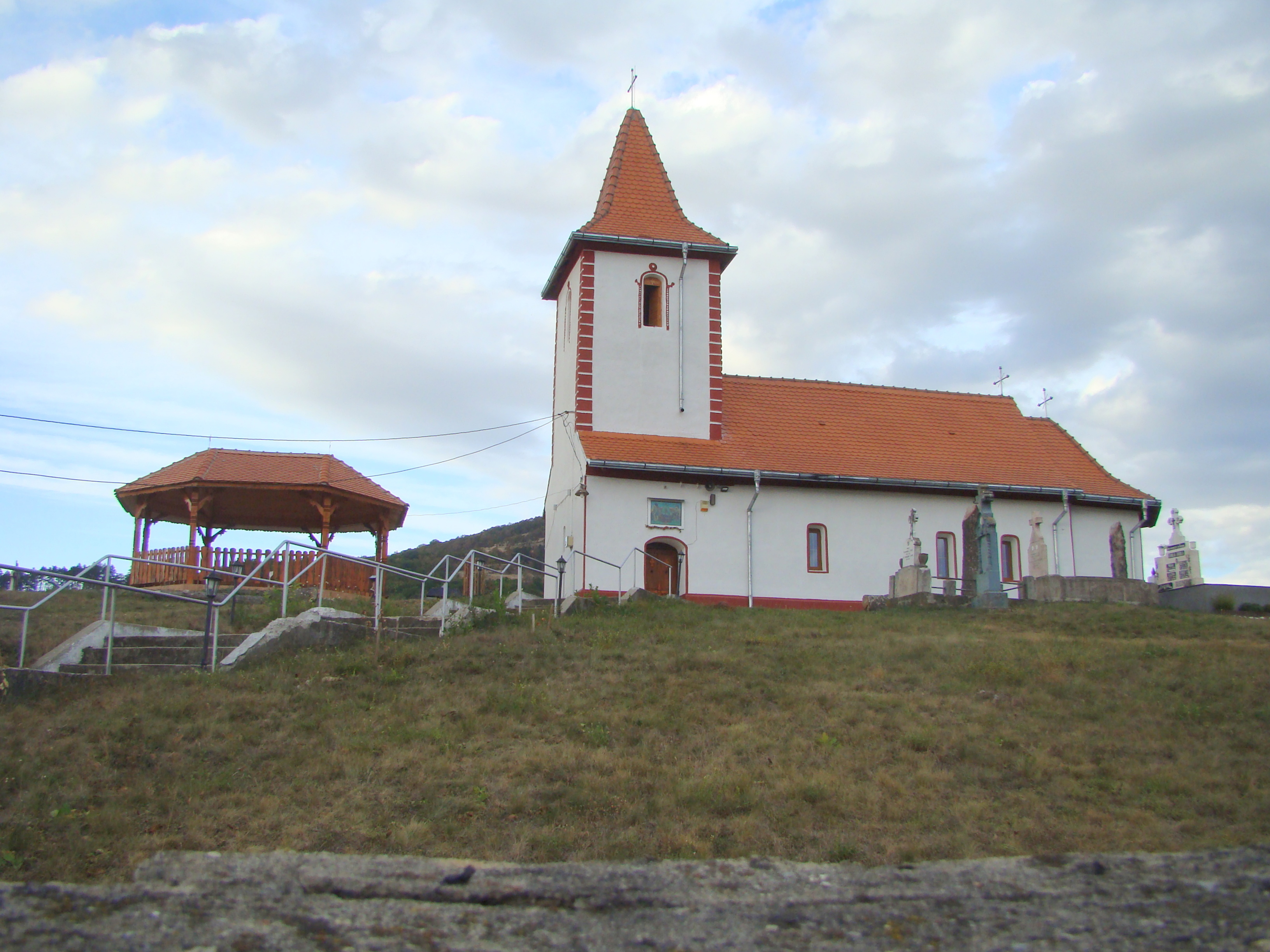
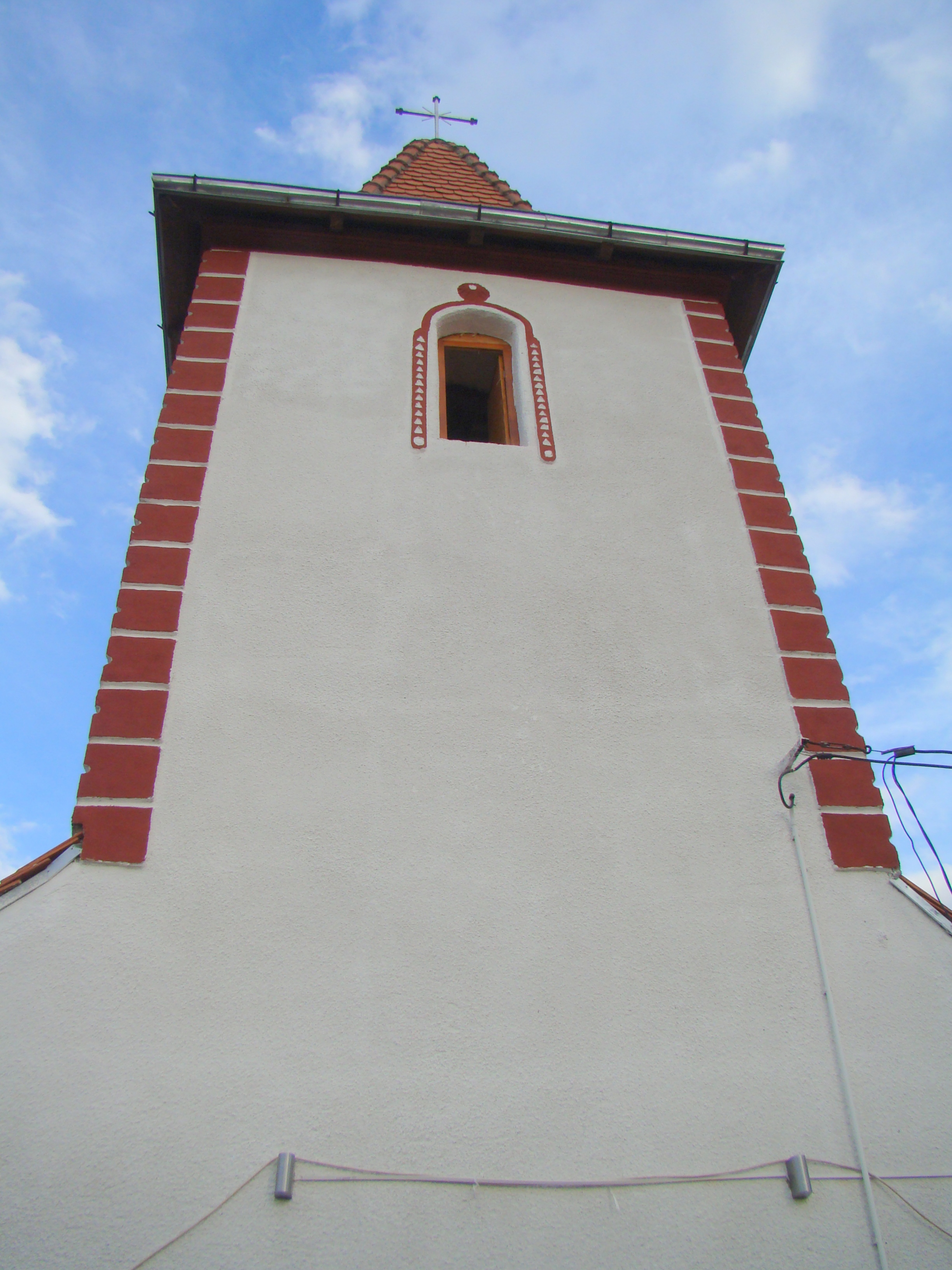
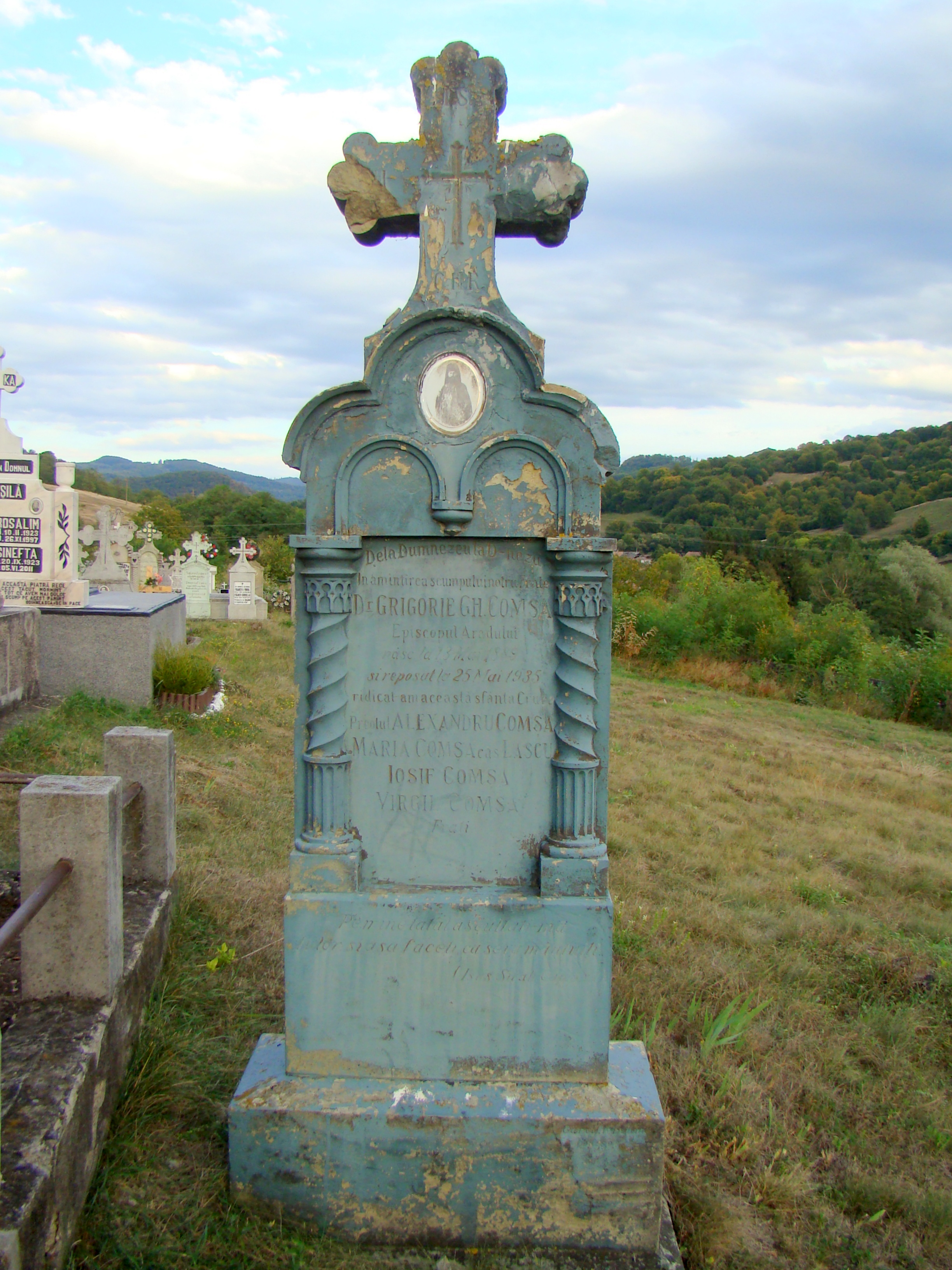
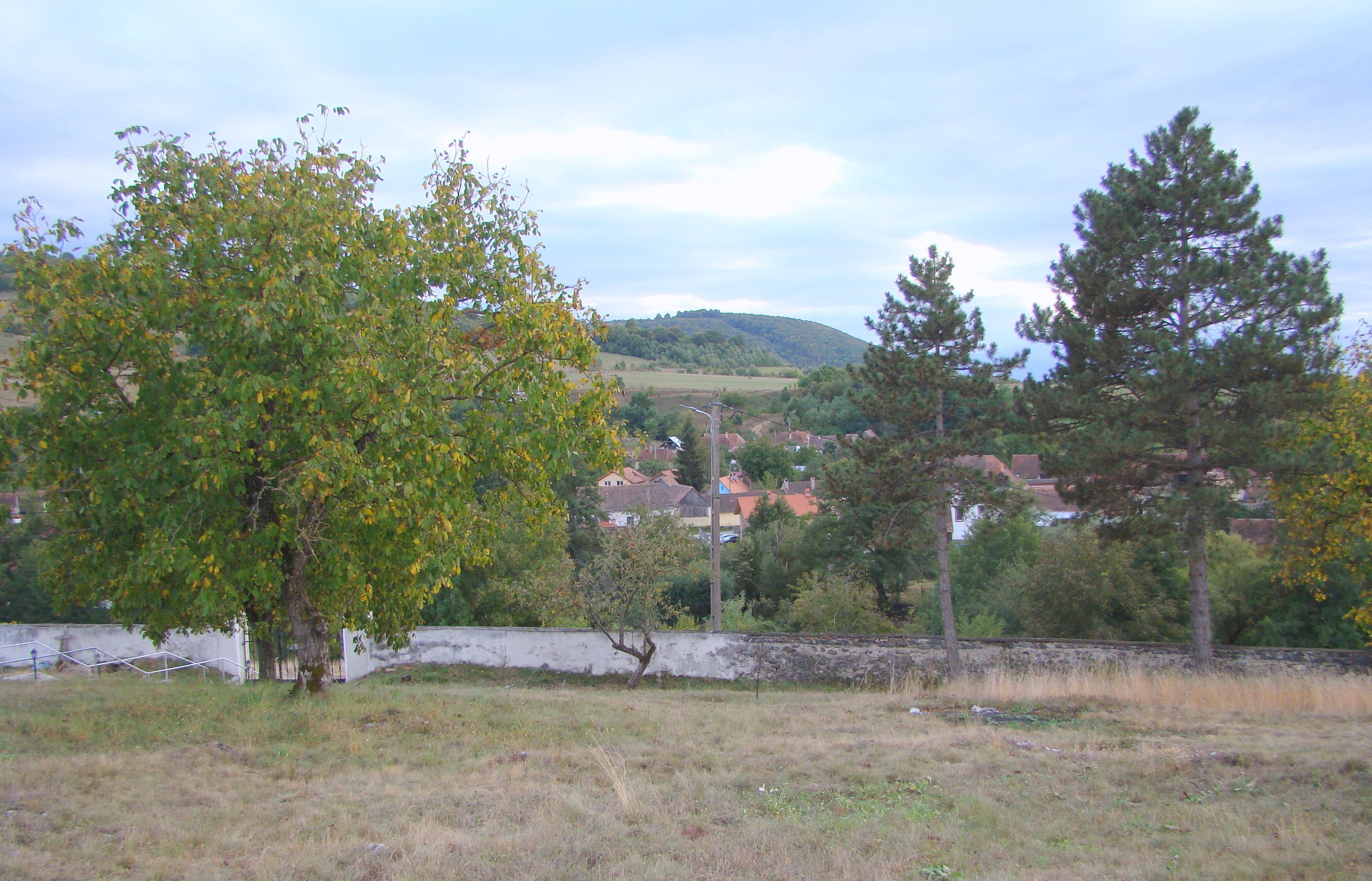
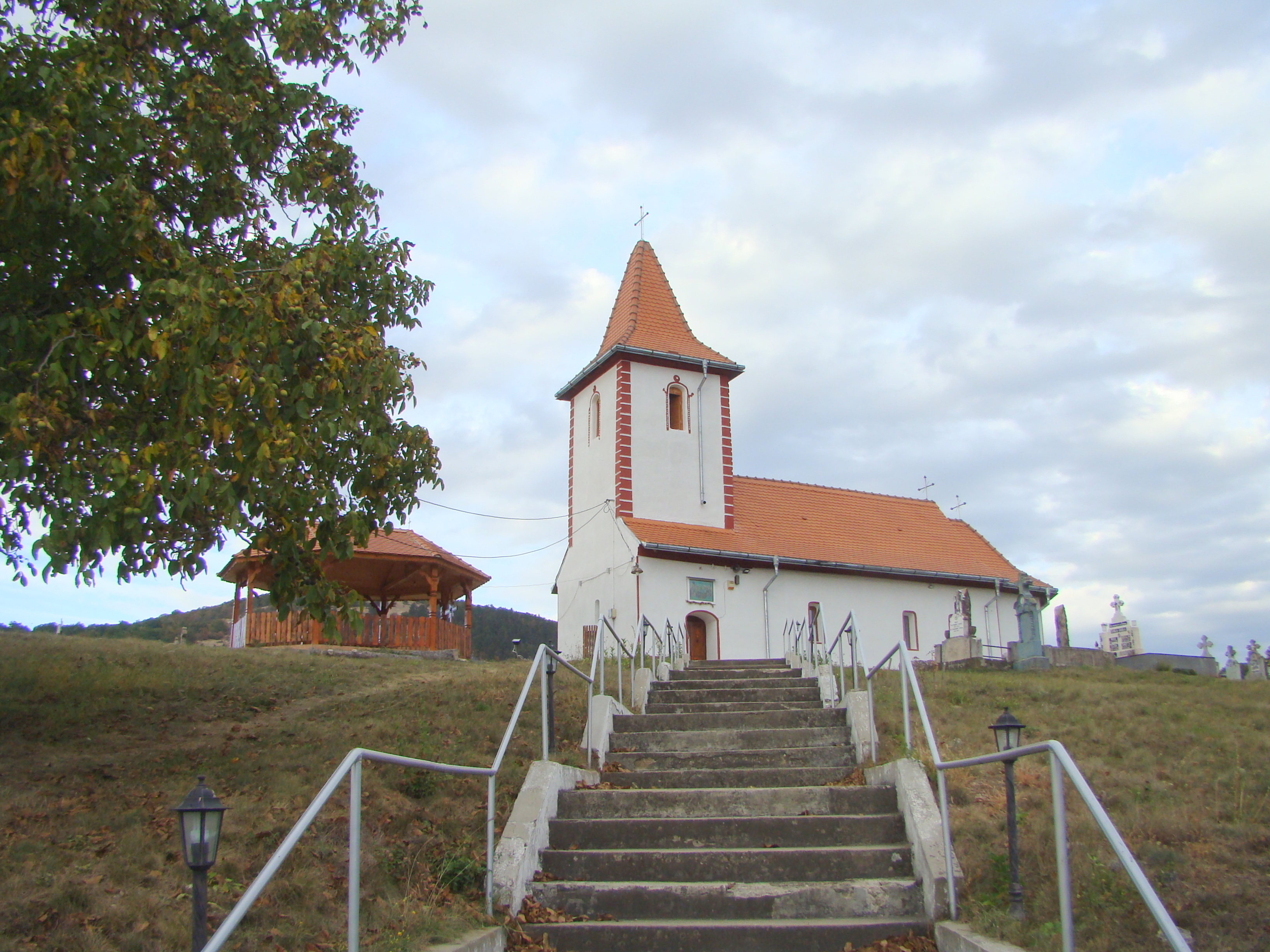
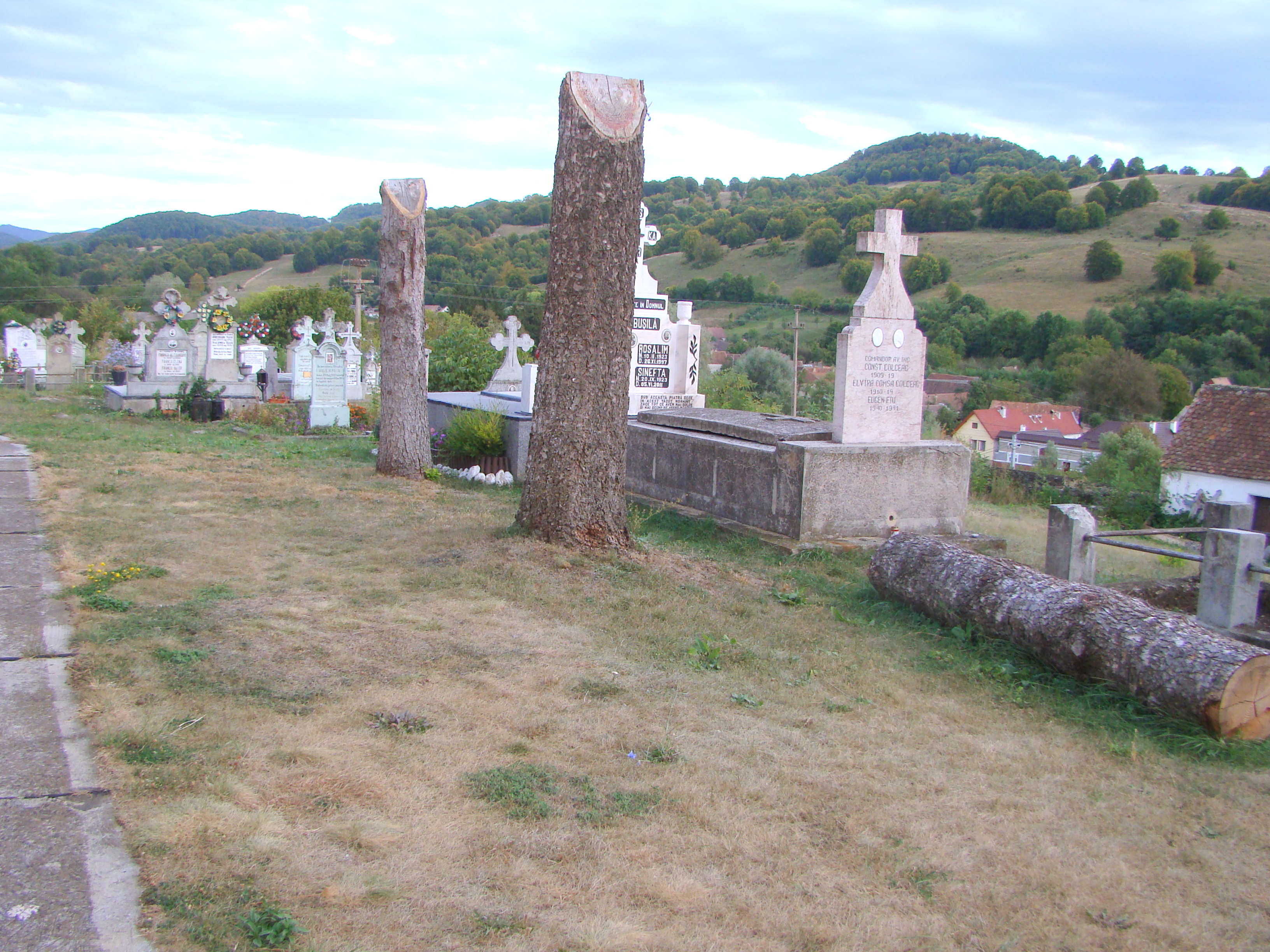
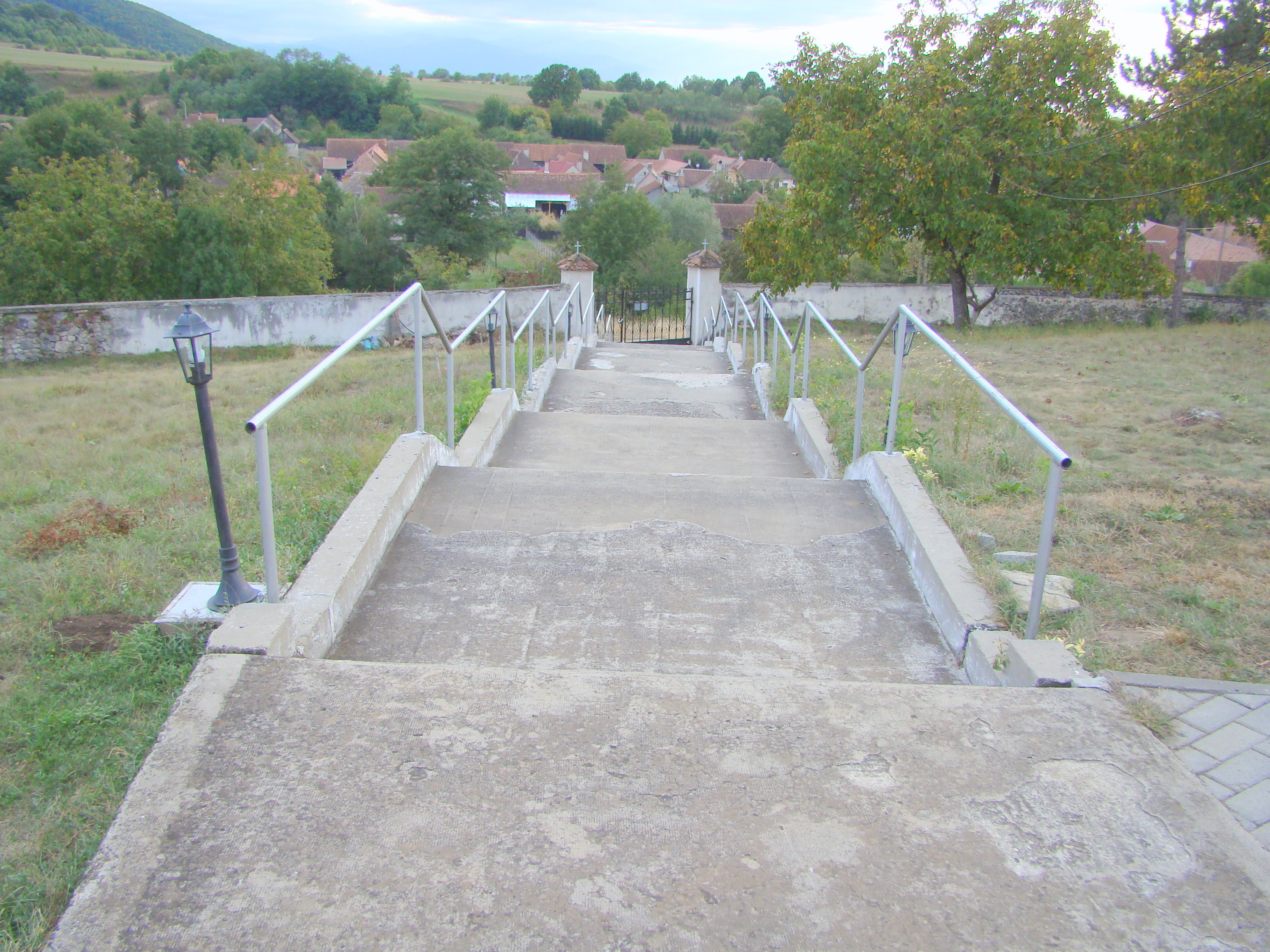
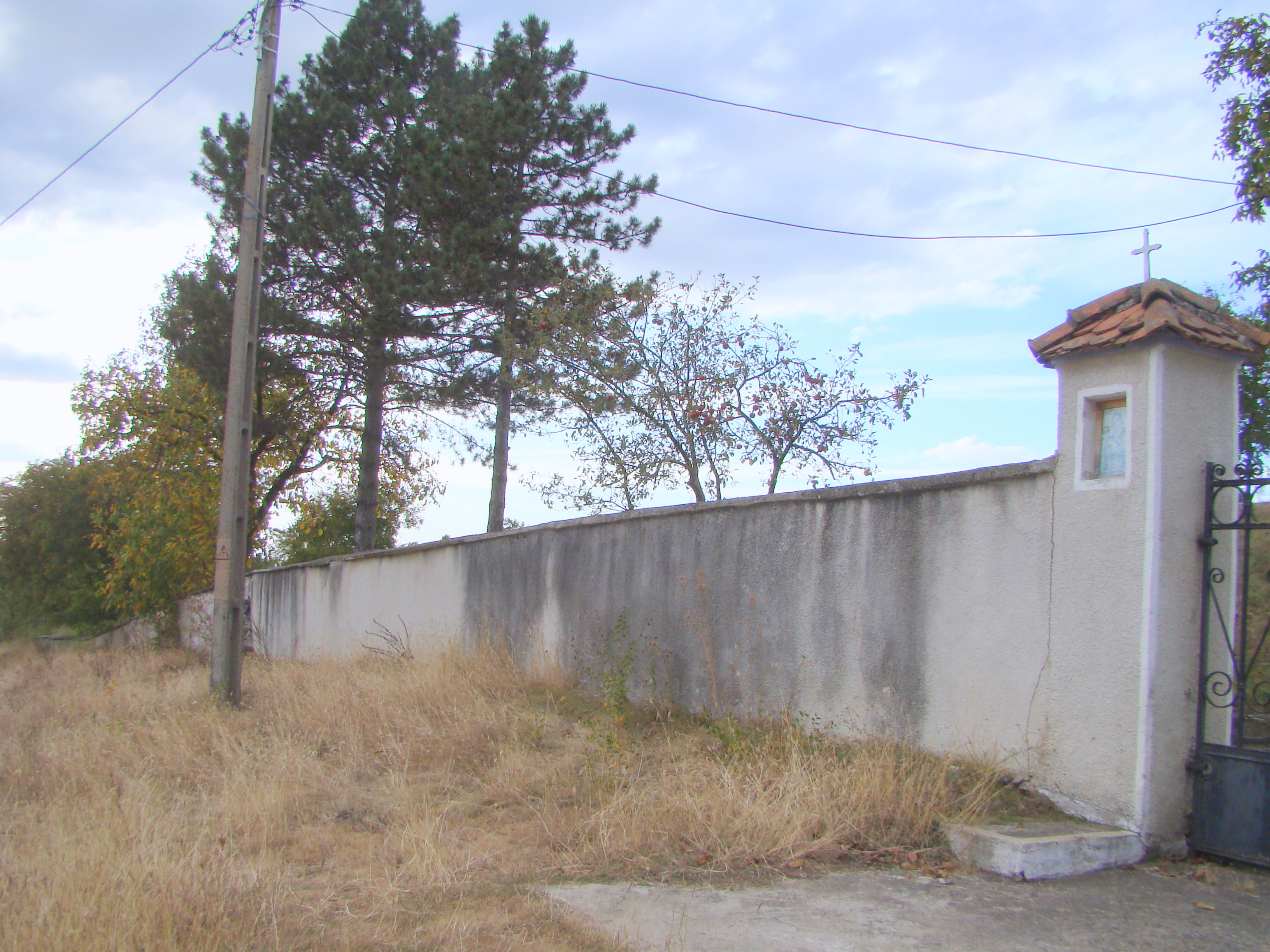